# Ливингстон (округ, Кентукки)
Ли́вингстон (англ. Livingston County) — округ в штате Кентукки, США. Официально образован в 1798 году. По состоянию на 2010 год, численность населения составляла 9519 человека.

## География
По данным Бюро переписи США, общая площадь округа равняется 886,299 км2, из которых 818,648 км2 суша и 26,120 км2 или 7,630 % это водоёмы.

## Население
По данным переписи населения 2010 года в округе проживает 9 519 жителей. Плотность населения составляет 12,00 человек на км2. На территории округа насчитывается 4 772 жилых строений, при плотности застройки около 5,80-ти строений на км2. Расовый состав населения: белые — 98,49 %, афроамериканцы — 0,14 %, коренные американцы (индейцы) — 0,42 %, азиаты — 0,03 %, гавайцы — 0,01 %, представители других рас — 0,28 %, представители двух или более рас — 0,63 %. Испаноязычные составляли 0,00 % населения независимо от расы.
В составе 29,50 % из общего числа домашних хозяйств проживают дети в возрасте до 18 лет, 60,40 % домашних хозяйств представляют собой супружеские пары проживающие вместе, 7,90 % домашних хозяйств представляют собой одиноких женщин без супруга, 27,60 % домашних хозяйств не имеют отношения к семьям, 24,40 % домашних хозяйств состоят из одного человека, 11,00 % домашних хозяйств состоят из престарелых (65 лет и старше), проживающих в одиночестве. Средний размер домашнего хозяйства составляет 2,42 человека, и средний размер семьи 2,86 человека.
Возрастной состав округа: 22,30 % моложе 18 лет, 7,50 % от 18 до 24, 28,20 % от 25 до 44, 27,00 % от 45 до 64 и 27,00 % от 65 и старше. Средний возраст жителя округа 40 лет. На каждые 100 женщин приходится 97,80 мужчин. На каждые 100 женщин старше 18 лет приходится 97,70 мужчин.
Средний доход на домохозяйство в округе составлял 31 776 USD, на семью — 39 486 USD. Среднестатистический заработок мужчины был 33 633 USD против 19 617 USD для женщины. Доход на душу населения составлял 17 072 USD. Около 7,60 % семей и 10,30 % общего населения находились ниже черты бедности, в том числе — 10,70 % молодёжи (тех, кому ещё не исполнилось 18 лет) и 15,80 % тех, кому было уже больше 65 лет.